# Witalij Bubnowicz
Witalij Iwanawicz Bubnowicz (biał. Віталій Іванавіч Бубновіч, ros. Виталий Иванович Бубнович; ur. 12 listopada 1974 r. w Grodnie) – białoruski strzelec, mistrz świata, wielokrotny mistrz Europy, złoty i brązowy medalista igrzysk europejskich.

## Igrzyska olimpijskie
Na igrzyskach zadebiutował w 2004 roku w Atenach. W zawodach karabinu pneumatycznego zajął 24. miejsce, zaś  rywalizację karabinu dowolnego z karabinu dowolnego w trzech pozycjach z 50 metrów skończył na 33. pozycji. Cztery lata później w Pekinie nieco poprawił wyniki w obu konkurencjach. W karabinie pneumatycznym był 18., a w karabinie dowolnym w trzech postawach – 29.
W 2012 roku na igrzyskach olimpijskich w Londynie w rywalizacji z karabinu pneumatycznego zajął 11. miejsce, zaś w zawodach z karabinu dowolnego w trzech pozycjach był 17. Na następnych igrzyskach w Rio de Janeiro udało się awansować do finału w zawodach z karabinu dowolnego w pozycji leżącej, zajmując w nim piąte miejsce. W konkurencji karabinu pneumatycznego był 17.
| Igrzyska | Miejscowość    | Konkurencja                         | Kwalifikacje | Kwalifikacje | Finał | Finał   |
| Igrzyska | Miejscowość    | Konkurencja                         | Wynik        | Pozycja      | Wynik | Pozycja |
| -------- | -------------- | ----------------------------------- | ------------ | ------------ | ----- | ------- |
| IO 2004  | Ateny          | Karabin pneumatyczny, 10 m          | 590          | 24.          | NQ    | NQ      |
| IO 2004  | Ateny          | Karabin dowolny, trzy pozycje, 50 m | 1144         | 33.          | NQ    | NQ      |
| IO 2008  | Pekin          | Karabin pneumatyczny, 10 m          | 592          | 18.          | NQ    | NQ      |
| IO 2008  | Pekin          | Karabin dowolny, trzy pozycje, 50 m | 1161         | 29.          | NQ    | NQ      |
| IO 2012  | Londyn         | Karabin pneumatyczny, 10 m          | 595          | 11.          | NQ    | NQ      |
| IO 2012  | Londyn         | Karabin dowolny, trzy pozycje, 50 m | 1164         | 17.          | NQ    | NQ      |
| IO 2016  | Rio de Janeiro | Karabin pneumatyczny, 10 m          | 622,9        | 17.          | NQ    | NQ      |
| IO 2016  | Rio de Janeiro | Karabin dowolny, leżąc, 50 m        | 626,2        | 4. Q         | 144,2 | 5.      |